# Яровская, Марианна Аркадьевна
Мариа́нна Арка́дьевна Яровска́я (род. 1 декабря 1971, Москва) ― российско-американский режиссёр―кинодокументалист.

## Биография
Родилась 1 декабря 1971 года в Москве, РСФСР. Её отец, Аркадий Яровский — учёный и создатель советской ракетной техники, мать, Марианна Яблонская — театральная актриса и писательница. Прадед по материнской линии — Александр Ница. Другой прадед — Виктор Гольцев. Непрямая родственница Петра Боборыкина.
В возрасте 16 лет Мариaнна поступила в Московский государственный университет имени М. В. Ломоносова на факультет журналистики. Учёбу в университете Яровская совмещала с работой корреспондентом на радио «Эхо Москвы», а позднее корреспондентом и редактором международного отдела новостей в новостной телепрограмме «Время» и в программе ТСН с Татьяной Митковой и Павлом Огородниковым. В 1993 году перешла в только что созданную телекомпанию НТВ, где со дня основания компании работала корреспондентом в программе «Намедни» с Леонидом Парфеновым.
В 1995 году Марианна поступила в Университет Южной Калифорнии (США) на режиссёрский факультет, на котором в своё время учились известные режиссеры Джордж Лукас и Роберт Земекис. Ещё во время учёбы сняла свой дебютный короткометражный фильм «Нежелательные», который был удостоен студенческой премии «Оскар» и показан на Каннском кинофестивале. В 2000-м году окончила университет со степенью магистра изящных искусств (M.F.A.). После этого работала на «National Geographic TV and Film», в НАСА, в компании Гринпис США, на «Историческом канале» и канале «Дискавери».
Её документальный фильм «Святые воины», был показан в 35 странах мира. В 2006 году руководила отделом исследований фильма Неудобная правда, получившего премию «Оскар» за лучший документальный фильм. Продюсировала художественные фильмы «Жадные лживые ублюдки» (2012). «Женщины ГУЛАГа» вошлел в шорт-лист премии «Оскар» и был показан на Московском Международном Кинофестивале в 2018 году.
Работала в исследовательском отделе и продюсером архивов над фильмами «В чужие руки: Истории Киндертранспорта» (2001) и отмеченными наградами художественными документальными фильмами «Обратный отсчет до нуля» (2010), «Самсара» (2012), «Дух марафона II» (2013), «Последние дни во Вьетнаме» (2014), «Судно» (2014), «Торговцы сомнениями» (2014), «Красная армия» (2014), «Быстрое течение» (2016), «Ставка на ноль» (2016), «Бостон» (2017), «Большая ложь» (2018), «Олег» (2021), «Селена Гомес: Я и мой мир» (2022) и Magazine Dreams (2022).
В 2016 году издала наиболее полный сборник рассказов и пьес своей матери, Марианны Яблонской, "Сдаешься?".
С 2009 года Марианна Яровская занимается преподавательской деятельностью в России и за рубежом.

## Награды и премии
- Студенческий «Оскар» за фильм «Нежелательные»

## Фильмография
- В чужие руки: Истории Киндертранспорта (1999)	― исследователь
- Нежелательные (англ. Undesirables) (1999) ― режиссер, продюсер
- Неудобная правда (2007) ― руководитель отдела исследований
- Отсчет до нуля (англ. Countdown to Zero) (2010)― исследователь
- Святые воины (англ. Holy Warriors) (2007) ― режиссер, продюсер
- Самсара (2011) ― исследователь
- Жадные лживые ублюдки	(англ. Greedy Lying Bastards) (2012) ― продюсер
- Пусси Райт: Движение (англ. Undesirables) (2013) ― исполнительный продюсер
- Торговцы сомнениями (англ. Merchants of Doubt) (2014) ― исследователь
- Красная армия (англ. Red Army) (2014) — исследователь
- Сосуд (англ. Vessel) (2014) — исследователь
- Кровавая дорога (англ. Blood Road) (2014) ― исследователь
- Восьмидесятые (сериал) (англ. The Eighties) (сериал) (2016) — исследователь
- Кровавая дорога (англ. How to Become a Tyrant) (2017) ― исследователь
- Марафон Скид Роу (англ. Skid Row Marathon) (2017) ― исследователь
- Женщины ГУЛАГа (2018) ― режиссер, продюсер
- Большая ложь (2019)	― исполнительный продюсер
- Олег: История Олега Видова (англ. Oleg: The Oleg Vidov Story) (2021) ― продюсер-консультант
- Как стать тираном (англ. How to Become a Tyrant) (сериал) (2021)	― продюсер
- Селена Гомес: Я и мой мир (англ. Selena Gomez: My Mind and Me) (2022)	― продюсер архивов
- Вишняк (2023)	― исследователь
- Журнальные мечты (англ. Magazine Dreams) (2023)	― исследователь
- Билл Бэйрд (англ. Bill Baird - Some Inner Voice said Fight) (2023)	― исследователь